# Glenview (Illinois)
Glenview is een plaats (village) in de Amerikaanse staat Illinois, en valt bestuurlijk gezien onder Cook County.

## Demografie
Bij de volkstelling in 2000 werd het aantal inwoners vastgesteld op 41.847. In 2006 is het aantal inwoners door het United States Census Bureau geschat op 46.321, een stijging van 4474 (10,7%).

## Geografie
Volgens het United States Census Bureau beslaat de plaats een oppervlakte van 34,9 km², waarvan 34,8 km² land en 0,1 km² water.

## Beroemdheden
Verschillende beroemdheden zijn opgegroeid in Glenview, onder andere Patrick Stump, zanger van de rockband Fall Out Boy.

## Plaatsen in de nabije omgeving
De onderstaande figuur toont nabijgelegen plaatsen in een straal van 8 km rond Glenview.

## Geboren
- Kelley Menighan Hensley (1967), actrice
- Sam Witwer (1977), acteur
- Patrick Stump (1984), muzikant, zanger, songwriter, muziekproducent en acteur
- Olivia Smoliga (1994), zwemster